# ماتي تايلور
ماتي تايلور (بالإنجليزية: Matty Taylor)‏ هو لاعب كرة قدم بريطاني في مركز الهجوم، ولد في 30 مارس 1990 في أكسفورد في المملكة المتحدة. شارك مع منتخب إنجلترا لكرة القدم C ‏. أما مع النوادي، فقد لعب مع أكسفورد يونايتد وفوريست غرين ونادي بريستول روفيرز.

## وصلات خارجية
- ماتي تايلور على موقع قاعدة بيانات كرة القدم.إي يو (الإنجليزية)
- ماتي تايلور على موقع Soccerbase.com (لاعب) (الإنجليزية)
- ماتي تايلور على موقع Soccerway.com (الإنجليزية)
- ماتي تايلور على موقع عالم كرة القدم.نت (الإنجليزية)